# Anna Helene Palmie
 Anna Helene Palmie (* 21. Mai 1863 in Brooklyn, New York, Vereinigte Staaten; † 12. Juni 1946) war eine US-amerikanische Mathematikerin und Hochschullehrerin. Sie wurde mit 32 Jahren Professorin an der Case Western Reserve University in Cleveland.

## Leben und Werk
Palmie studierte Mathematik an der Cornell University und erhielt 1890 einen Bachelor-Abschluss ab. Sie blieb dann ein Jahr lang als Doktorand in Mathematik bei Cornell, setzte 1896 ihr Mathematikstudium an der University of Chicago und 1898 an der Georg-August-Universität Göttingen fort. Nach einer kurzen Zeit als Lehrerin für Mathematik und Deutsch an der Horace Mann School wurde sie 1892 als Mathematiklehrerin am Flora Stone Mather College Historic District, dem Frauencollege der Case Western Reserve University in Cleveland eingestellt.  1893 wurde sie zur außerordentlichen Professorin, 1895 zur Professorin befördert und war von 1928 bis 1946 emeritierte Professorin an dieser Institution. 1897 trat sie der American Mathematical Society als aktives Mitglied bei, nahm an Versammlungen teil und hielt einige Vorträge.